# 蒙克美術館
蒙克美術館（挪威語：Munch-museet，宣傳時使用MUNCH）是位於挪威首都奧斯陸的美術館，專門展示畫家愛德華·蒙克的作品和有關他生涯的資料。此博物館於1963年建立，最初位於托揚。2021年10月22日，博物館搬遷至比約維卡的新博物館大樓。

## 著名展品

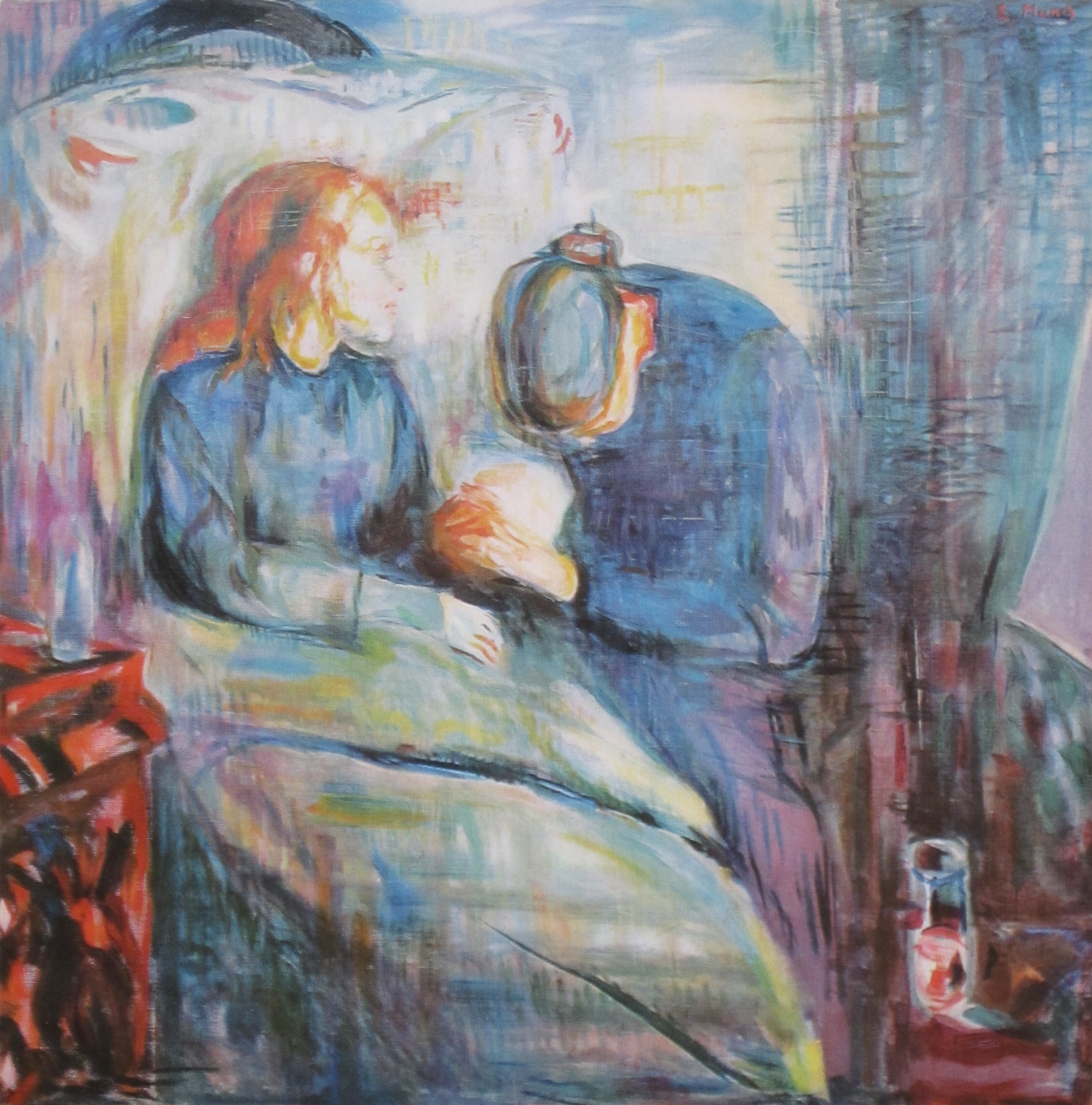
《病童（英语：The Sick Child (Munch)）》
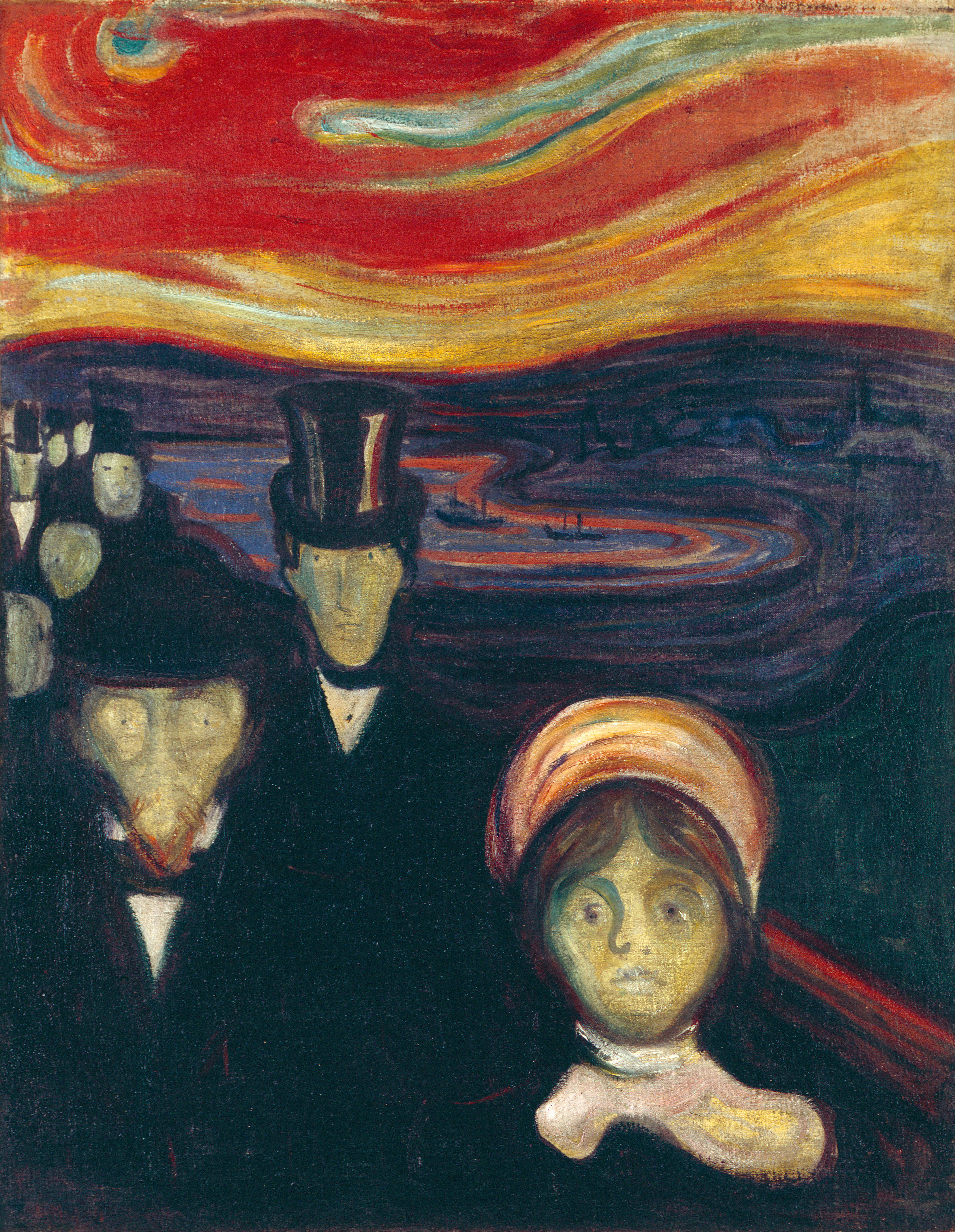
《焦躁（英语：Anxiety (Munch)）》
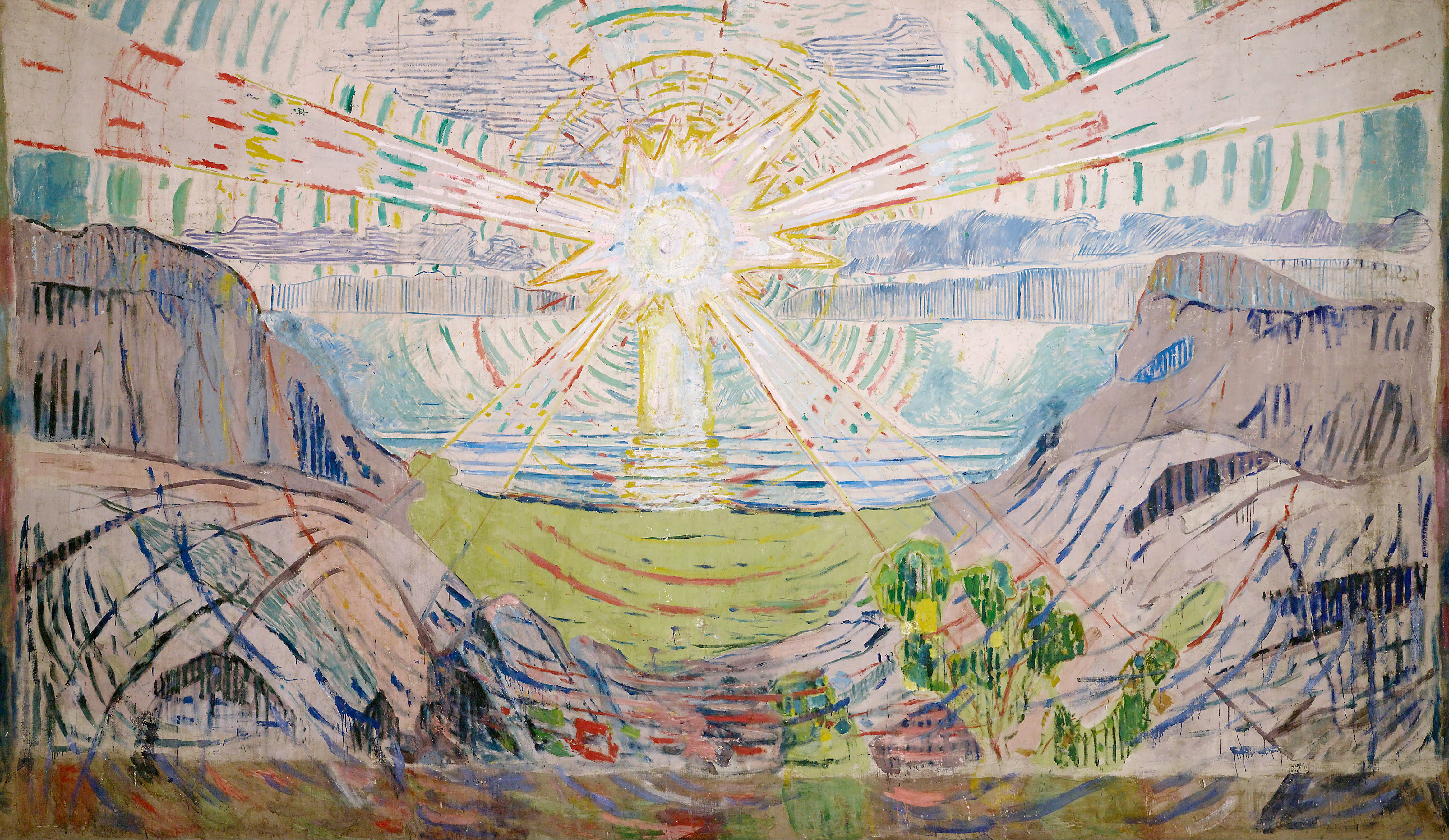
《太陽》

## 历史

### 托揚舊址

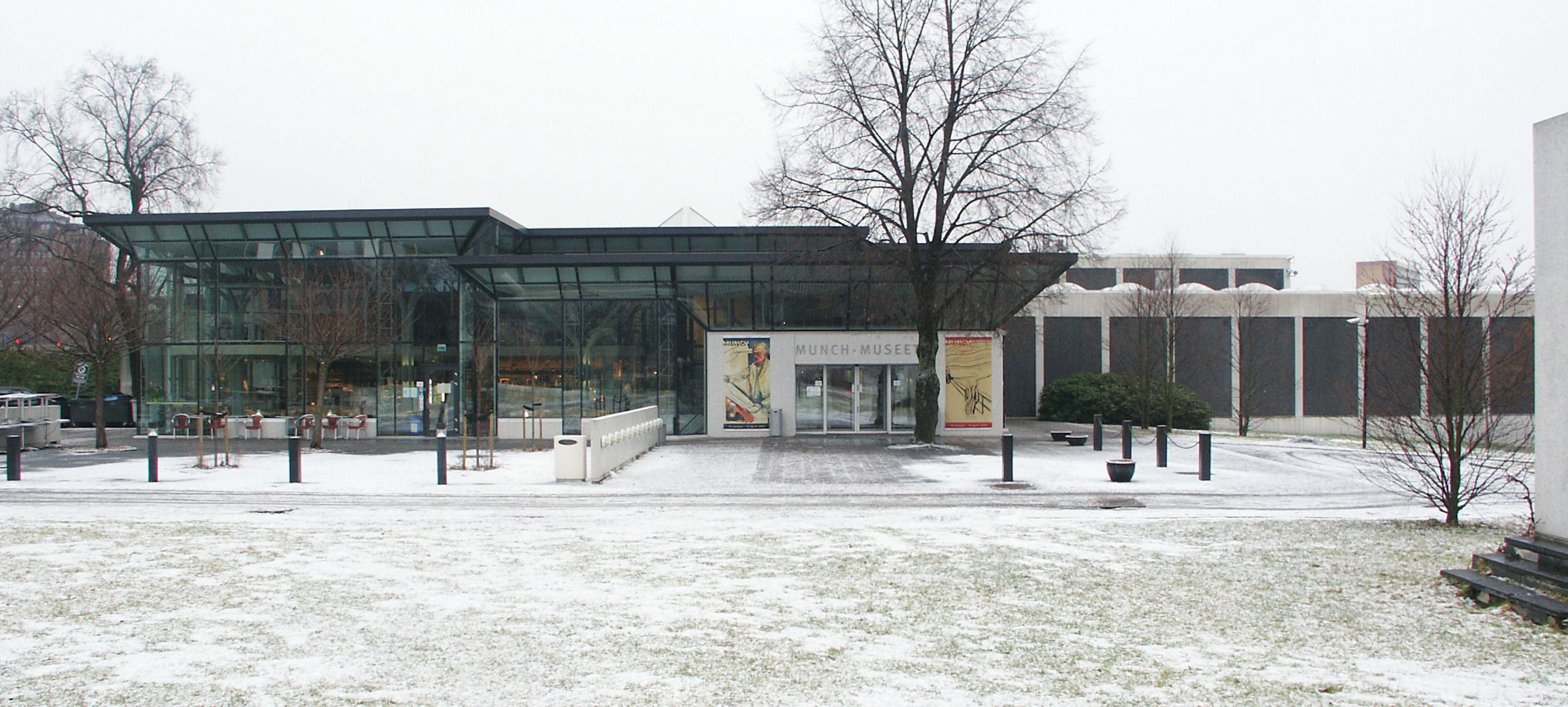
蒙克美術館托揚舊址

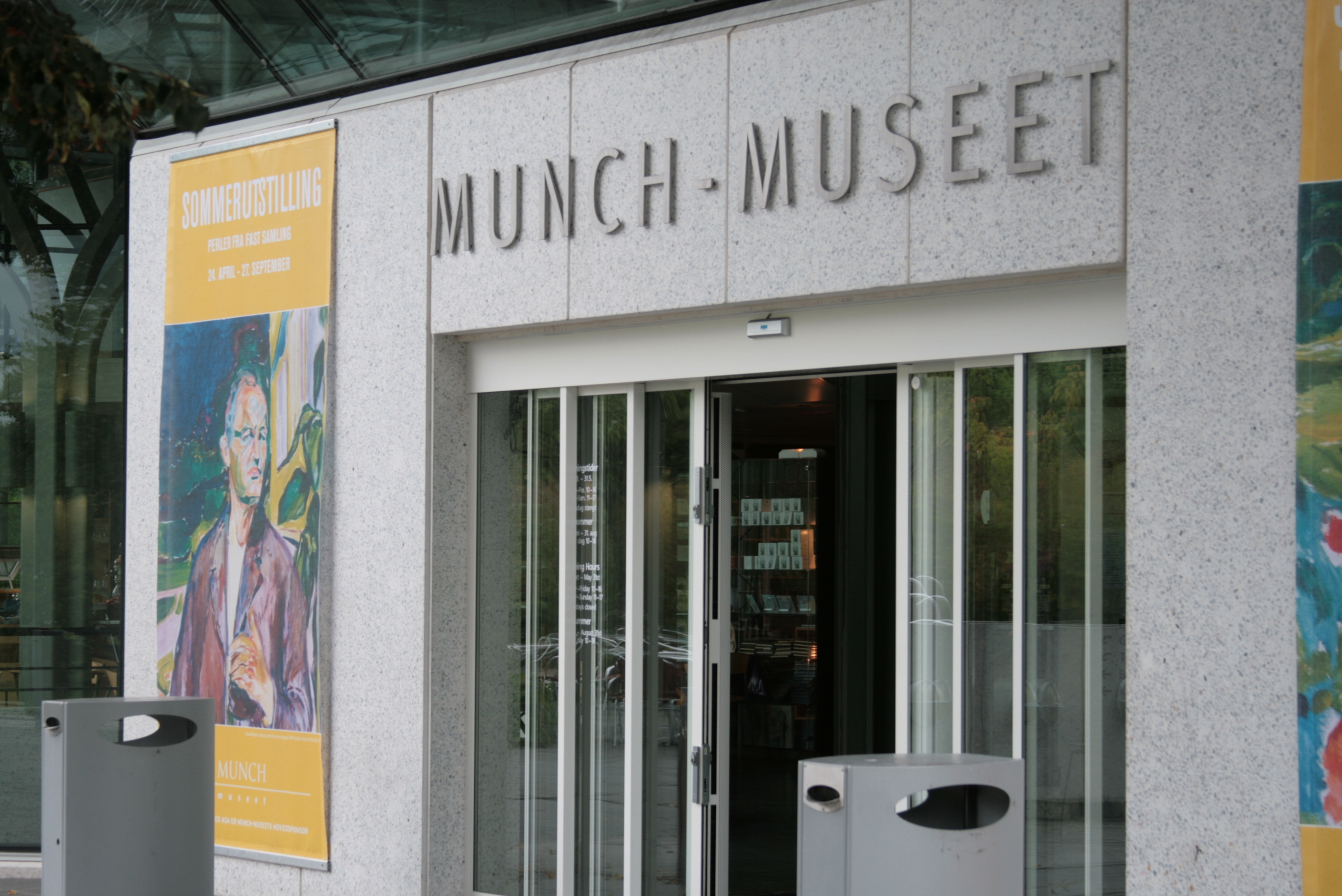
蒙克美术馆托揚舊址入口

蒙克美術館最初設於舊奧斯陸行政區的托揚。當時建造博物館費用為650萬挪威克朗，其中530萬資金來自奧斯陸市政府電影院的收益。館藏包括蒙克本人於1944年捐獻給市政府的作品和資料、妹妹英格（Inger Marie Munch）捐出的額外作品，以及透過交易得到的其他畫作和複製畫。美術館的永久館藏涵蓋蒙克超過一半的作品以及至少一件他全部作品的複製版。包括超過1,200幅畫作、18,000份印刷品、6個雕塑，還有500塊印刷板、2,240本書籍等各種物品。美術館內設教育和修複區，以及為表演藝術而設的設施。
美術館建築由貢納·福格納和埃納爾·米謝比斯特設計。米謝比斯特後來也在蒙克逝世50周年的1994年進行的擴建與翻新工程擔當重要角色。美術館於1963年5月29日開放，以紀念蒙克誕生100週年，並由奧拉夫五世主持。
美術館於托揚舊址的最後一個展覽於2021年3月開始，並於同年10月1日結束。該展覽名為「以我的名字叫喚我（Call Me By My Name）」，以蒙克筆下唯一一個有非洲人血統的模特兒蘇丹‧阿卜杜勒‧卡里姆（Sultan Abdul Karem）的肖像畫為主題。

### 比約維卡新址
早於2008年5月，奧斯陸已為預定於比約維卡的新美術館大樓宣傳建築比賽，該地區在當時進行城市發展，亦是奧斯陸歌劇院的所在地。翌年，西班牙建築師胡安·埃雷羅和其工作室贏得該比賽。
在2011年奧斯陸選舉前，奧斯陸進步黨決定因經濟問題，將不再支持該計劃。選舉結束後的同年12月，該城市的市議會亦投票結束計劃，取而代之的是考慮改善原址或將館藏移到挪威國家美術館。2013年5月，市議會決定重啟計劃，並將美術館移到歌劇院旁的水岸一帶。新址於2015年9月8日動工，由時任文化事務專員哈爾斯坦·比耶爾克象徵式揮下第一鍬。奠基石於2016年10月14日安放，後於11月至12月間，以滑模澆築法完成主體結構。建築工期原本預計四年，並於2020年開放，但延至2021年秋天才正式開幕。新美術館因其設計而飽受批評，而被冠上「全球最大木欄杆博物館」的非官方稱號。
在2021年夏天，約28,000份作品從托揚舊址搬到比約維卡新址。同年10月22日，新美術館由哈拉爾五世和宋雅王后主持開幕儀式。

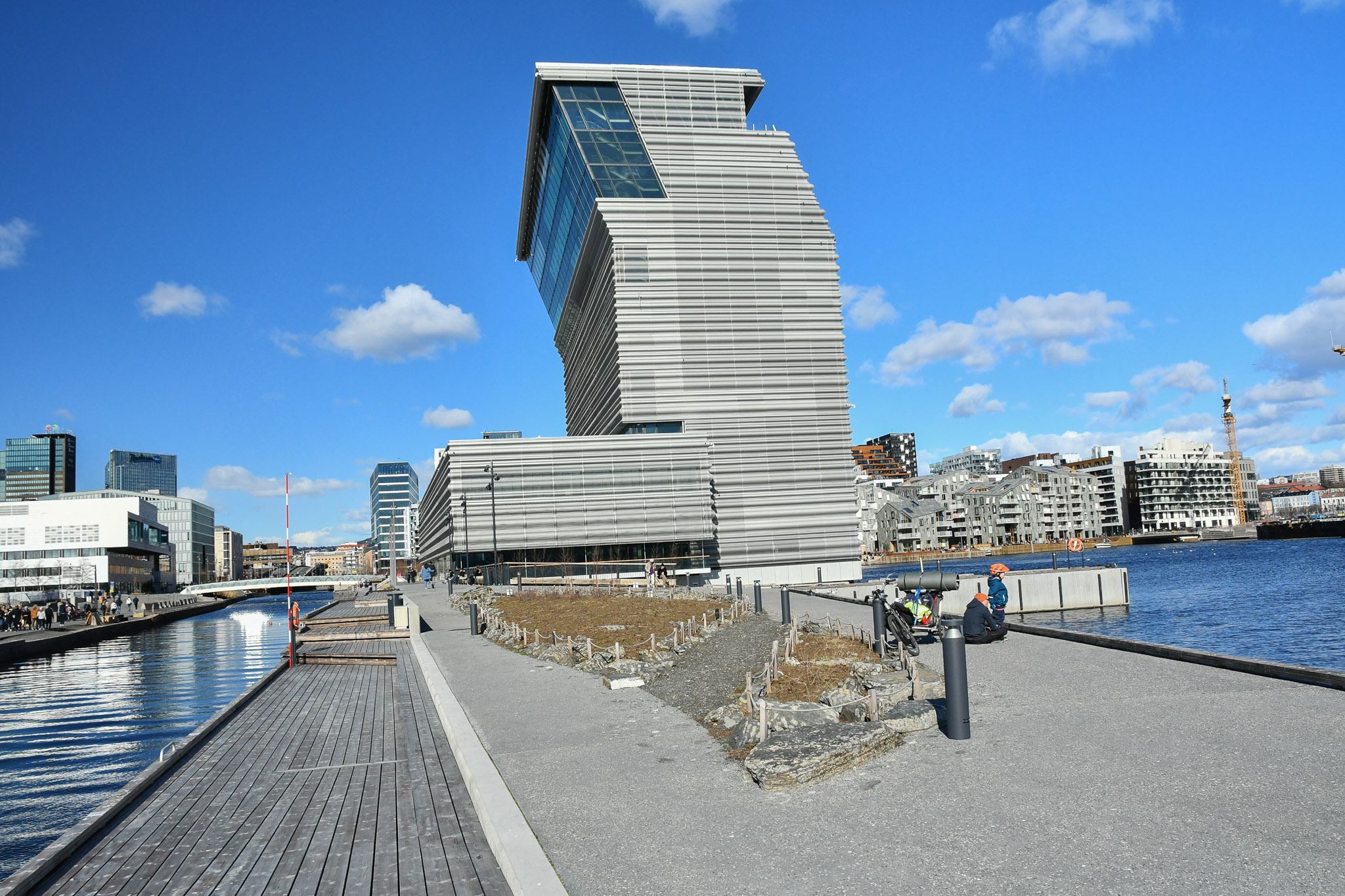
博物館南面和2021年冬季開放的小公園
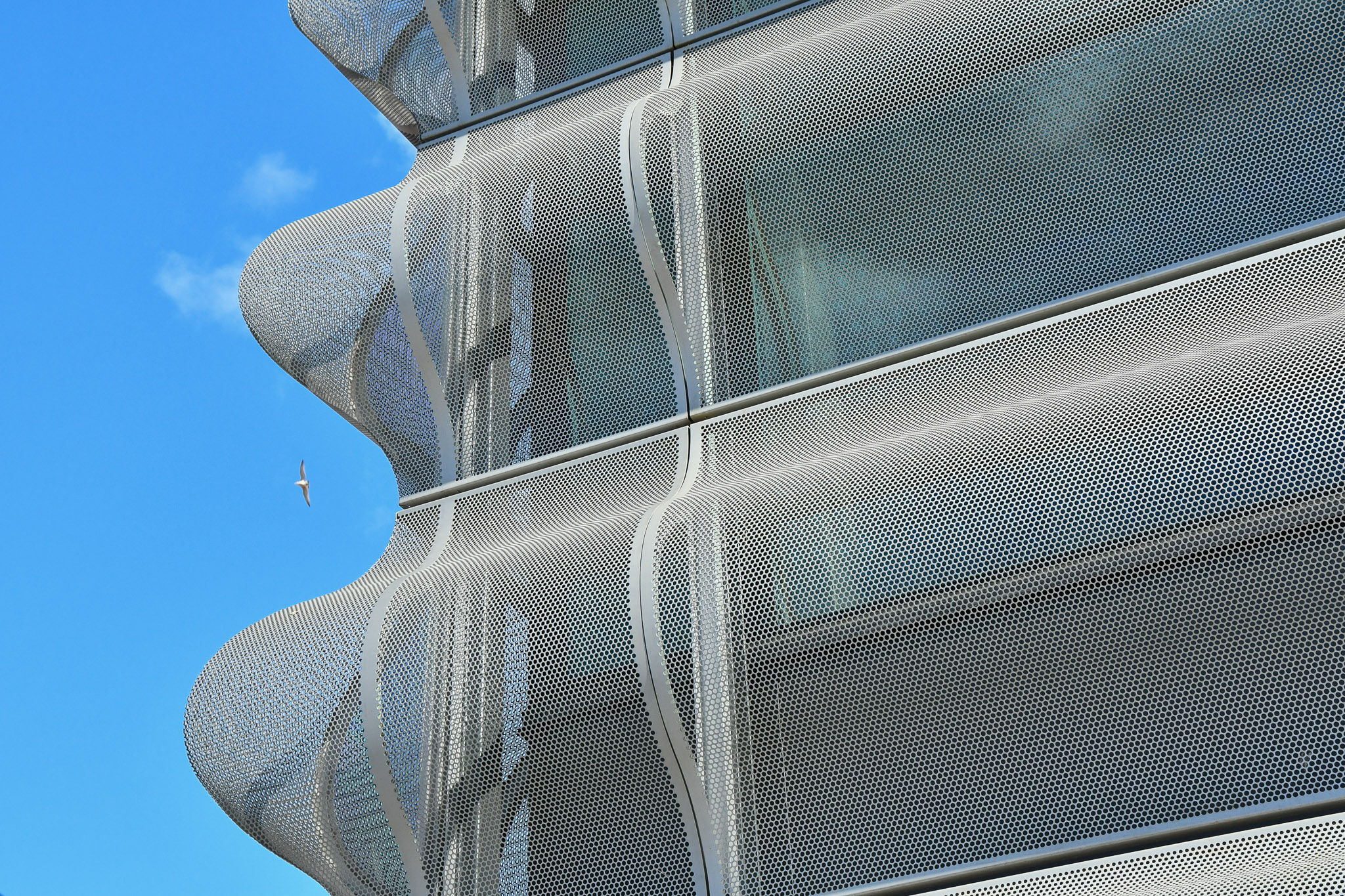
外牆細部

## 2004年畫作盜竊案

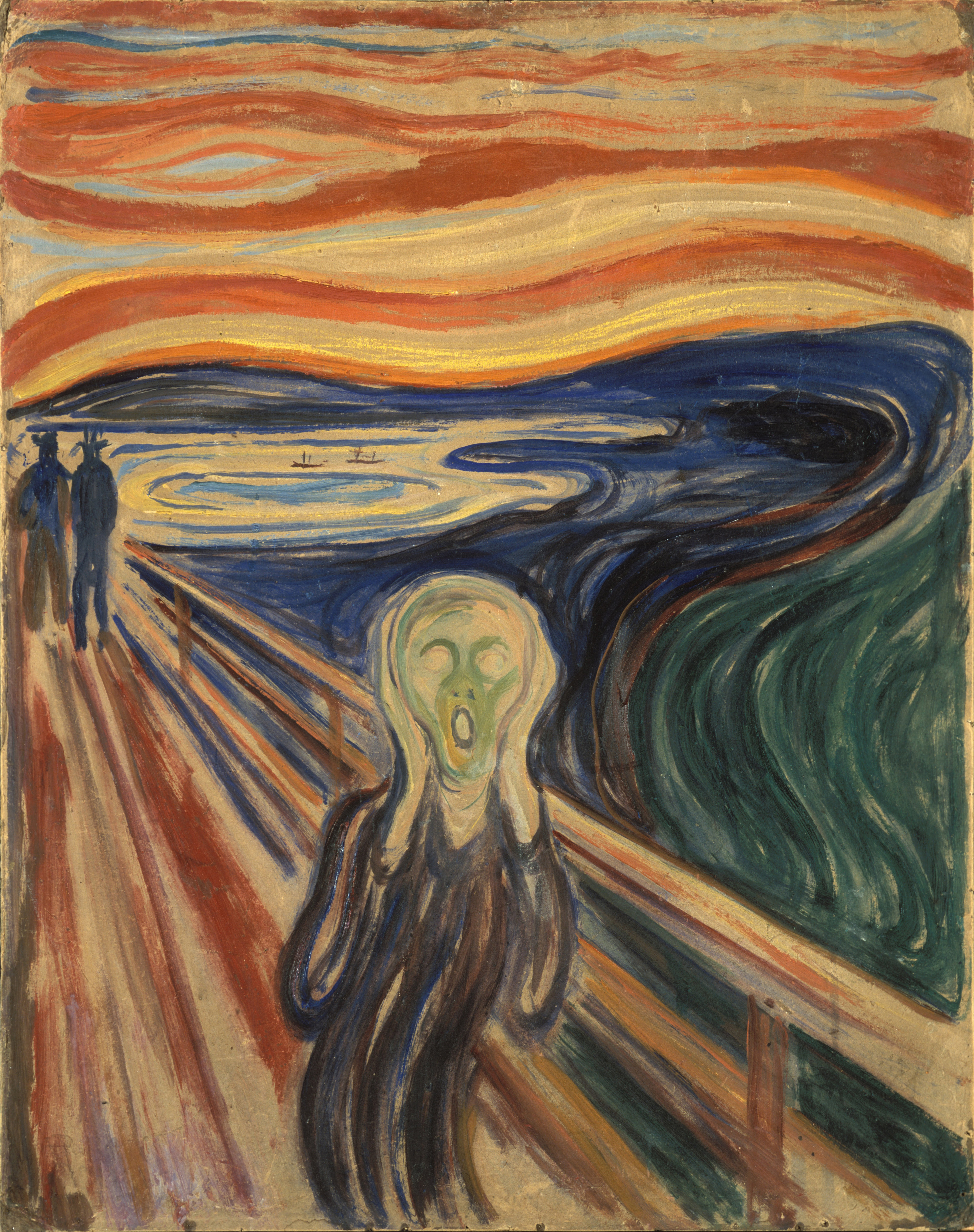
1910年版本的吶喊在蒙克博物館展出

2004年8月22日，《吶喊》和《聖母瑪利亞》這兩幅畫作被武裝強盜從博物館中偷走。作案期間，他們在破壞將畫作固定在牆上的電纜的同時，強迫博物館的守衛趴在地上，從而成功偷走畫作。奧斯陸警方於2006年8月31日找回了涉案的兩幅畫作。

## 其他資料
- Eggum, Arne; Gerd Woll, Marit Lande Munch At The Munch Museum (Scala Publishers, 2005)
- Langaard, Johan H. Edvard Munch: Masterpieces from the artist's collection in the Munch Museum in Oslo (McGraw-Hill. 1964)

## 外部連結
- Munch-museet
- Herreros Arquitectos （页面存档备份，存于）